# A CERN ISR kísérleteinek listája
A CERN-ben az ISR, azaz az Intersecting Storage Rings 1971 és 1984 között működő tárológyűrűs részecskegyorsító volt. Nyalábjaival az alábbi kísérleteket valósították meg. 
- R107 Többszörös gammasugár-keltés proton–proton ütközésekben.
- R108 Nagy keresztirányú lendületű jelenségek vizsgálata.
- R109 Mágneses monopólusok keresése az ISR-nél a szupravezető szolenoid használatával.
- R110 Nagy tömegű elektronpárok és nagy keresztirányú lendületű jelenségek vizsgálata.